# Dežno pri Makolah
Dežno pri Makolah – wieś w Słowenii, w gminie Makole. W 2018 roku liczyła 96 mieszkańców.